# Carlisle (Arkansas)
Carlisle è una città statunitense situata nello Stato dell'Arkansas, nella Contea di Lonoke.